# Laksana Kamruen
Laksana Kamruen (thailändisch ลักษณะ คำรืน, * 15. Juli 1986 in Ayutthaya), auch als Lak (thailändisch ลัก) bekannt, ist ein thailändischer Fußballspieler und heutiger Trainer.

## Karriere

### Spieler
Seinen ersten Vertrag unterschrieb Laksana Kamruen 2011 beim Drittligisten Ayutthaya FC. Nach nur einem Jahr wechselte er 2012 zum Erstligisten TTM Chiangmai FC. Nachdem der Verein den 18. Tabellenplatz belegte, stieg er in die Zweite Liga ab. 2013 schloss er sich dem Erstligisten Pattaya United an. Auch mit Pattaya musste er am Ende der Saison den Weg in die Zweitklassigkeit antreten. Der Erstligist Chainat Hornbill FC verpflichtete Kamruen 2014. Die Saison 2016 wurde er an den Ligakonkurrenten Sukhothai FC ausgeliehen. Nach Vertragsende in Chainat wechselte er 2020 zum Zweitligaaufsteiger Khon Kaen United FC nach Khon Kaen. In der Saison 2020/21 wurde er mit Khon Kaen Tabellenvierter und qualifizierte sich für die Aufstiegsspiele zur ersten Liga. Hier konnte man sich im Endspiel gegen den Nakhon Pathom United FC durchsetzen und stieg somit in die zweite Liga auf. Am Ende der Saison 2021/22 wurde sein Vertrag in Khon Kaen aufgelöst. Im Sommer 2022 unterschrieb er einen Vertrag beim Erstligisten Sukhothai FC.

### Trainer
Zu Beginn der Saison 2022/23 übernahm er den Co-Trainer-Posten beim Erstligaaufsteiger Sukhothai FC. Mit dem Trainer Dennis Amato stand er 25-mal an der Seitenlinie. Nach der Entlassung von Amato Mitte März 2023 übernahm er als Interimstrainer bei Sukhothai. Am 22. Juli 2023 wurde Chusak Sribhum als neuer Trainer bei Sukhothai vorgestellt. Nach dessen Entlassung am 3. Oktober 2023 übernahm Kamruen wieder als Interimstrainer. Das Amt führte er bis Ende November 2023 aus. Zu Beginn Saison 2025/26 nahm ihn der Zweitligist Chainat Hornbill FC als Cheftrainer unter Vertrag.